# Bélgica en los Juegos Paralímpicos de Albertville 1992
Bélgica estuvo representada en los Juegos Paralímpicos de Albertville 1992 por tres deportistas masculinos. El equipo paralímpico belga no obtuvo ninguna medalla en estos Juegos.